# Marie z Tecku
Marie z Tecku (narozená jako Victoria Mary Augusta Louise Olga Pauline Claudine Agnes, Mary of Teck), nebo též Její Veličenstvo královna Marie (26. května 1867 Londýn – 24. března 1953 Londýn) byla od 6. června 1893 do 20. ledna 1936 manželkou britského krále Jiřího V.
Marie se narodila a vyrůstala v Londýně, byla dcerou německého šlechtice Františka, vévody z Tecku, a princezny Marie Adelaidy z Cambridge, vnučky krále Jiřího III. Neformálně se jí říkalo „May“ podle měsíce jejího narození. Ve věku 24 let byla zasnoubena se svým bratrancem z druhého kolena princem Albertem Viktorem, vévodou z Clarence a Avondale, nejstarším synem prince z Walesu a druhým v pořadí na britský trůn. Šest týdnů po oznámení zasnoubení nečekaně zemřel během pandemie. Následujícího roku se zasnoubila s jediným přeživším bratrem Alberta Viktora, Georgem, který se následně stal králem. Před nástupem svého manžela byla postupně vévodkyní z Yorku, vévodkyní z Cornwallu a princeznou z Walesu.
Od roku 1910 Marie jako královna manželka stála po boku svého manžela, poskytovala mu podporu během první světové války, při jeho zhoršujícím se zdravotním stavu a také během velkých politických změn, jež následovaly po válce. Po Jiřího smrti v roce 1936 se stala královnou matkou, když na trůn nastoupil její nejstarší syn Eduard VIII. Ten k jejímu zděšení ještě téhož roku abdikoval, aby se mohl oženit s dvakrát rozvedenou americkou společenskou celebritou Wallis Simpsonovou. Svého druhého syna Jiřího VI. podporovala až do jeho smrti v roce 1952. Marie zemřela následujícího roku, deset týdnů před korunovací své vnučky Alžběty II. Na její počest byla pojmenována zaoceánská loď, křižník a univerzita.
Marie byla spřízněna s panujícím královským rodem. Její matka Marie Adelaida z Cambridge byla (stejně jako královna Viktorie) vnučkou krále Velké Británie, Jiřího III. Přes svého otce Františka z Tecku byla spřízněná i s Hohenzollerny.

## Mládí

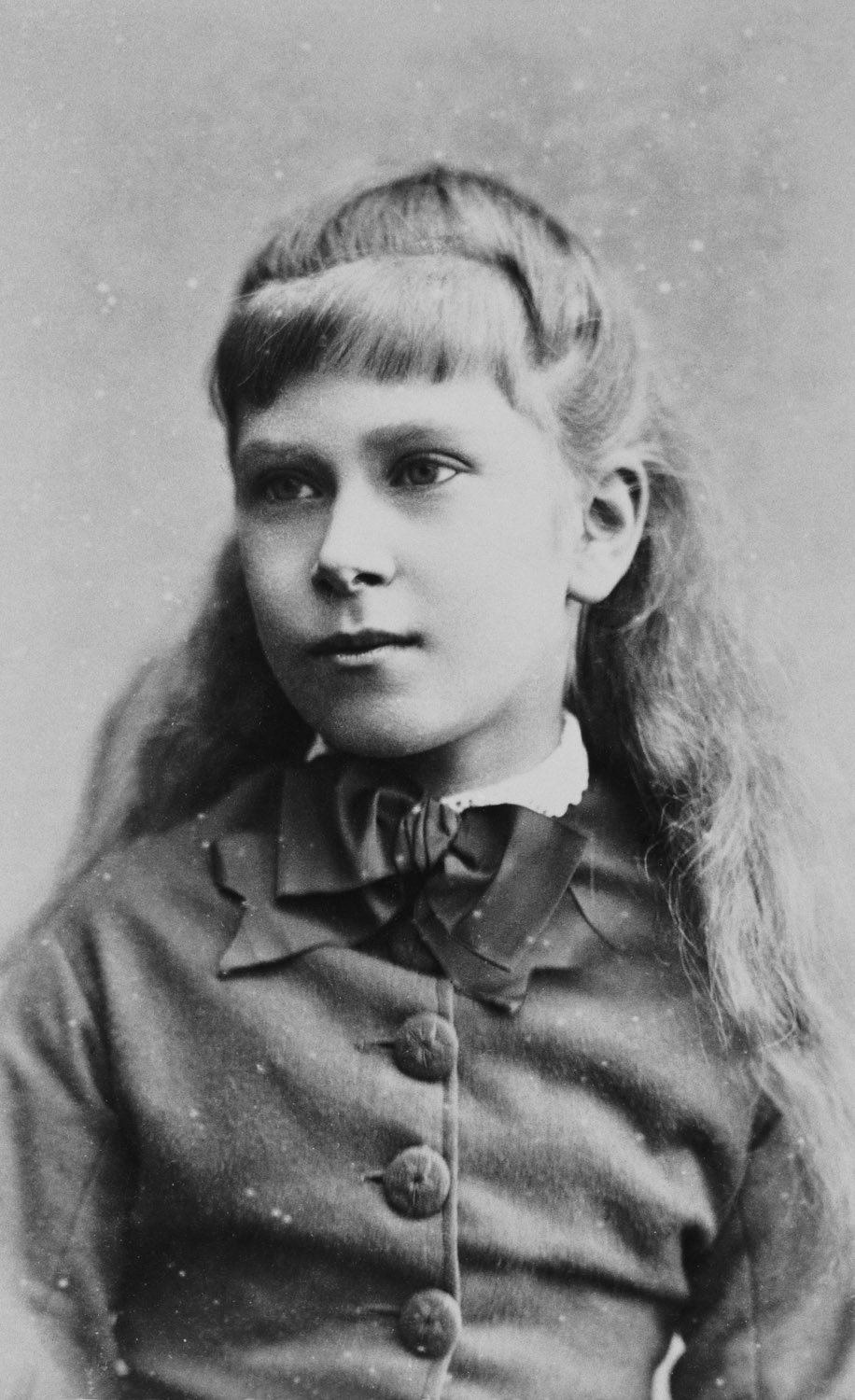
Princezna Viktorie Marie z Tecku, c. 1877

Princezna Viktorie Marie z Tecku se narodila 26. května 1867 v Kensingtonském paláci v Londýně v pokoji, kde se o 48 let a dva dny dříve narodila její sestřenice z prvního kolena, královna Viktorie. Královna Viktorie přišla miminko navštívit a napsala, že je „velmi pěkné, s krásnými drobnými rysy a množstvím vlasů."
Otcem princezny byl princ František, vévoda z Tecku, syn vévody Alexandra Württemberského a jeho morganatické manželky hraběnky Claudine Rhédey von Kis-Rhéde. Její matkou byla princezna Marie Adelaida z Cambridge, vnučka krále Jiřího III. a třetí dítě a mladší dcera prince Adolfa, vévody z Cambridge, a princezny Augusty Hesensko-Kasselské. 27. července 1867 ji v Královské kapli Kensingtonského paláce pokřtil Charles Thomas Longley, arcibiskup z Canterbury. Jejími kmotry byli královna Viktorie (po níž dostala Marie první jméno), princ z Walesu Eduard (budoucí král Eduard VII., její budoucí tchán) a její babička, vévodkyně z Cambridge (Augusta Hesensko-Kaselská). Od útlého věku byla rodině, přátelům i veřejnosti známa pod zdrobnělinou „May“, podle měsíce jejího narození.
May měla „veselou, ale poměrně přísnou výchovu." Byla nejstarší ze čtyř dětí; měla tři mladší bratry: Adolfa, Františka a Alexandra. „Svou přirozenou rozvážnost, pevnost a takt“ se naučila uplatňovat při řešení drobných chlapeckých hádek svých tří mladších bratrů, kteří si hráli se svými bratranci, věkově podobnými dětmi prince z Walesu, a vyrůstala v Kensingtonském paláci a ve White Lodge v Richmondském parku, který jí královna Viktorie poskytla do trvalé výpůjčky. Vychovávala ji doma matka a guvernantka (stejně jako její bratry, dokud nebyli posláni do internátních škol). Vévodkyně z Tecku trávila se svými dětmi na dámu své doby a třídy nezvykle dlouhou dobu a zapojila May do různých charitativních akcí, mezi něž patřily i návštěvy chudinských čtvrtí.
Ačkoli byla May pravnučkou Jiřího III., byla pouze nevýznamným členem britské královské rodiny. Její otec, vévoda z Tecku, neměl žádné dědictví ani majetek a nesl nižší královský titul Serene Highness, protože manželství jeho rodičů bylo morganatické. Vévodkyně z Tecku dostávala rentu od parlamentu 5 000 liber a od své matky, vévodkyně z Cambridge, dostávala asi 4 000 liber ročně, ale štědře přispívala na desítky charitativních organizací. Princ František byl hluboce zadlužen a v roce 1883 přestěhoval rodinu s malým personálem do zahraničí, aby ušetřil, cestovali po Evropě a navštěvovali různé příbuzné. Nějakou dobu pobývali v italské Florencii, kde May ráda navštěvovala umělecké galerie, kostely a muzea. Hovořila plynně anglicky, německy a francouzsky.
V roce 1885 se rodina vrátila do Londýna a nějakou dobu žila na Chester Square. May byla matce blízká, působila jako neoficiální sekretářka a pomáhala jí organizovat večírky a společenské akce. Měla také blízko ke své tetě Augustě, velkovévodkyni meklenbursko-střelické, a každý týden jí psala. Během první světové války pomáhala švédská korunní princezna předávat dopisy od May Augustě, která až do své smrti v roce 1916 žila na nepřátelském území v Německu.

## Zasnoubení

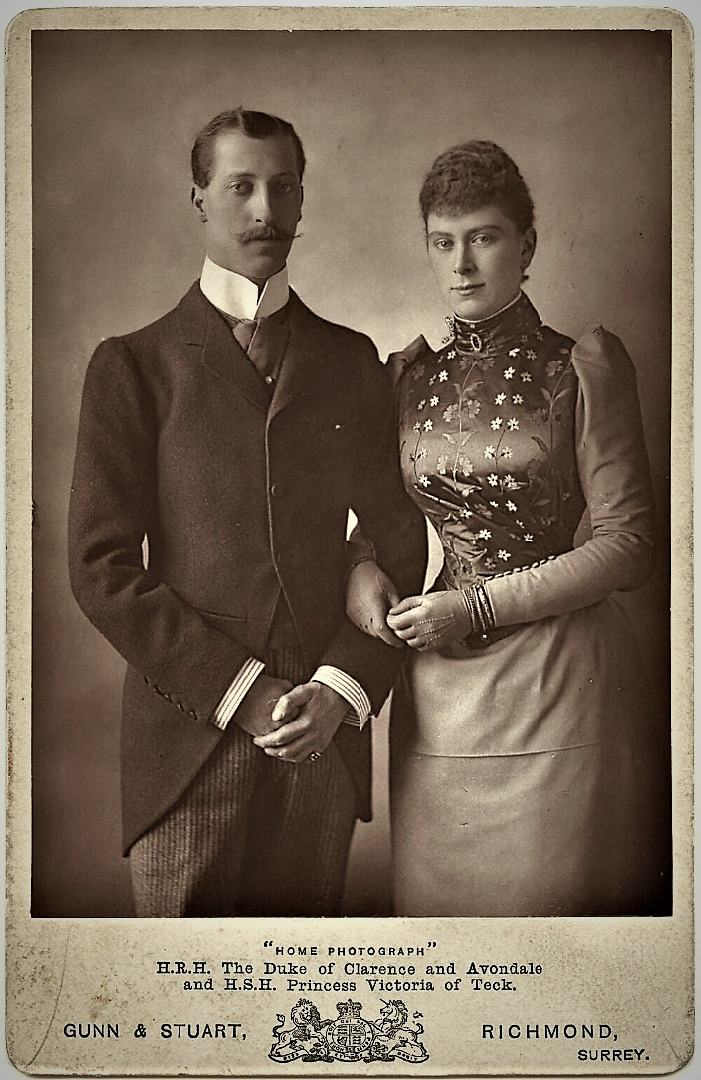
Princezna Viktorie Marie z Tecku se svým snoubencem princem Albertem Viktorem, vévodou z Clarence a Avondale, 1891

VV roce 1886 byla May debutantkou během své první společenské sezóny a byla představena u dvora. Její postavení jediné neprovdané britské princezny, která nebyla potomkem královny Viktorie, z ní učinilo vhodnou kandidátku pro nejžádanějšího svobodného muže královské rodiny, prince Alberta Viktora, vévodu z Clarence a Avondale, jejího bratrance z druhého kolena a nejstaršího syna prince z Walesu.
3. prosince 1891 v Luton Hoo, tehdejším venkovském sídle dánského velvyslance Christiana Fredericka de Falbeho, požádal Albert Viktor May o ruku a ona přijala. Výběr May jako vévodovy nevěsty byl do značné míry důsledkem náklonnosti královny Viktorie k ní, stejně jako jejího silného charakteru a smyslu pro povinnost. Albert Viktor však o šest týdnů později zemřel při opětovném propuknutí celosvětové pandemie z let 1889-1890.
Bratr Alberta Viktora, princ Jiří, vévoda z Yorku, nyní druhý v pořadí na trůn, se s May zřejmě sblížil během jejich společného období smutku a královna Viktorie ji stále považovala za vhodnou kandidátku na manželku budoucího krále. Veřejnost si rovněž přála, aby se vévoda z Yorku oženil a vyřešil nástupnictví. V květnu 1893 ji Jiří požádal o ruku a May nabídku k sňatku přijala. Princ a pozdější král svou ženu velmi miloval, v době své nepřítomnosti v Anglii jí psal dlouhé dopisy, velmi láskyplné a romantické a na rozdíl od svého otce nikdy neměl milenku.

## Vévodkyně z Yorku

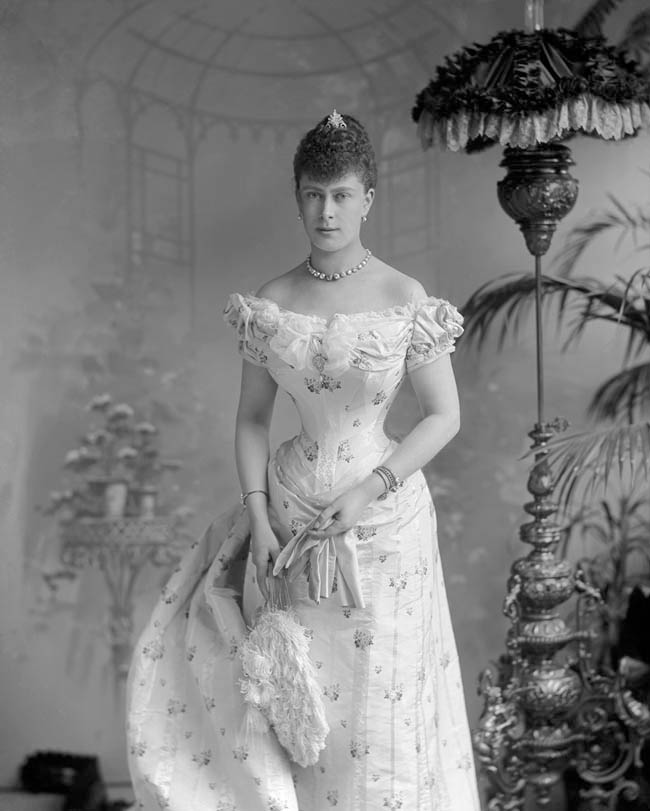
Princezna Viktorie Marie z Tecku, 1893

Mary se provdala za prince Jiřího, vévodu z Yorku, 6. července 1893 v Londýně v královské kapli v paláci St James's. Manželé žili v York Cottage na panství Sandringham v Norfolku a v apartmánech v St James's Palace. York Cottage byl na královskou rodinu skromný dům, ale Jiří si ho oblíbil, protože měl rád relativně prostý život. Měli šest dětí: Eduarda, Alberta, Marii, Henryho, Jiřího a Jana.
Děti byly svěřeny do péče chůvy, jak bylo v té době v rodinách vyšší třídy obvyklé. První chůva byla propuštěna pro drzost a druhá kvůli týrání dětí. Tato druhá žena, která chtěla naznačit, že ji děti mají raději než kohokoli jiného, štípala Eduarda a Alberta pokaždé, když se měli předvést svým rodičům, aby začali plakat a byli rychle vráceni k ní. Po jejím odhalení ji nahradila její schopná a velmi oblíbená asistentka Charlotte Billová.

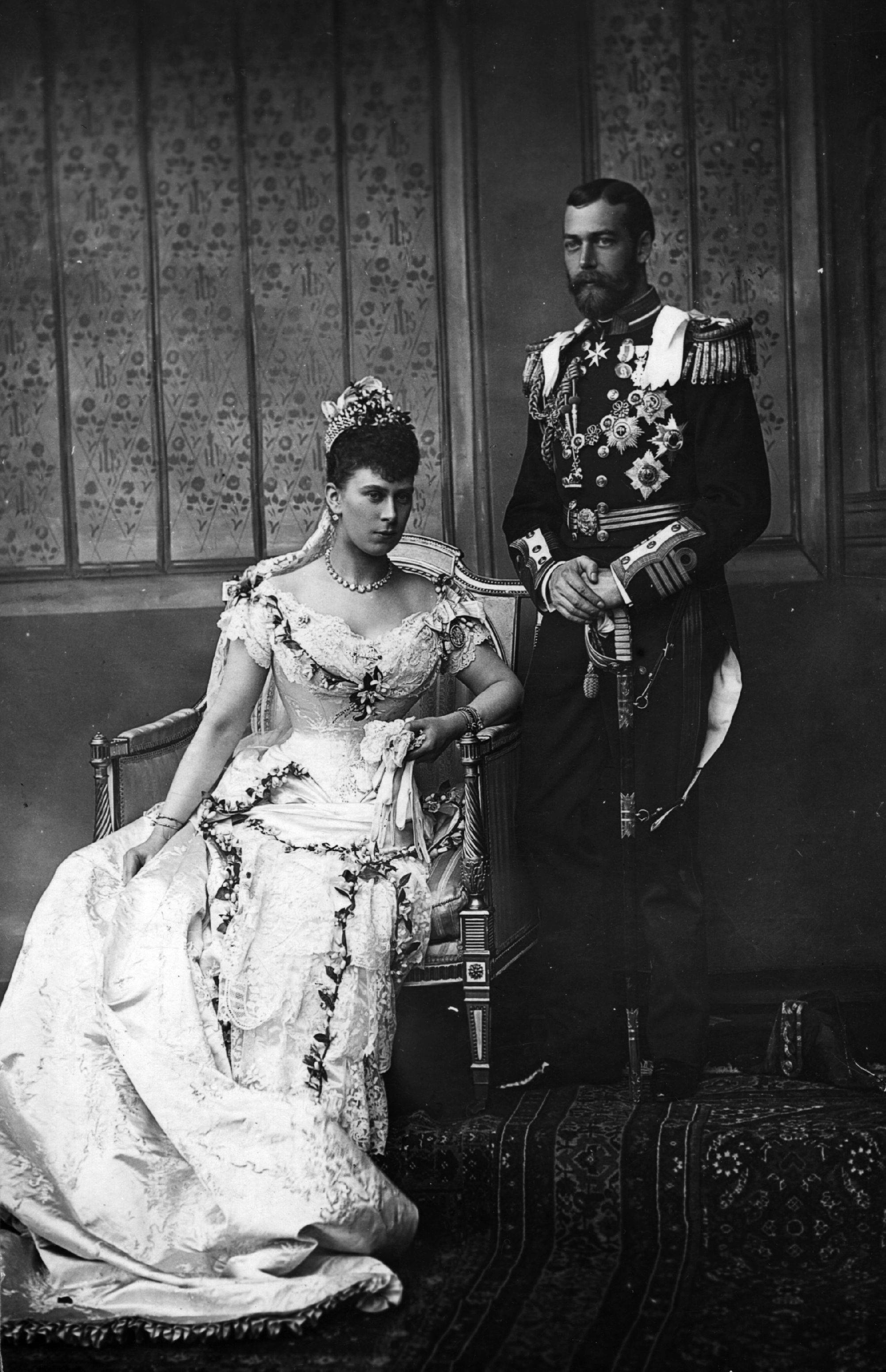
Svatební fotografe princezny Viktorie Marie z Tecku a prince Jiřího, vévody z Yorku, 1893

Někdy se zdá, že Marie a Jiří byli odtažitými rodiči. Zpočátku si nevšimli, že chůva týrá jejich syny Eduarda a Alberta, a jejich nejmladší syn Jan byl umístěn na soukromou farmu na Sandringhamském panství do péče Charlotty Billové, snad aby se jeho epilepsie skryla před veřejností. Navzdory Mariině přísné veřejné image a jejímu upjatému soukromému životu byla starostlivou matkou a utěšovala své děti, když trpěly manželovou přísnou disciplínou.
Eduard o své matce ve svých pamětech píše s láskou: „Její tichý hlas, kultivovaná mysl, útulný pokoj přeplněný osobními poklady, to vše byly neoddělitelné součásti štěstí spojeného s touto poslední hodinou dětského dne... Matka byla na své děti tak pyšná, že všechno, co se každému z nich přihodilo, pro ni bylo nesmírně důležité. S narozením každého nového dítěte si maminka zakládala album, do kterého pečlivě zaznamenávala každou průběžnou etapu našeho dětství." Méně láskyplný názor však vyjádřil v soukromých dopisech své ženě po matčině smrti: „Můj smutek se mísil s nedůvěrou, že by nějaká matka mohla být ke svému nejstaršímu synovi tolik let tak tvrdá a krutá, a přesto na konci tak náročná, aniž by polevila byť jen o kousek. Obávám se, že tekutiny v jejích žilách byly vždycky stejně ledově chladné jako teď po smrti."
Vévoda a vévodkyně z Yorku vykonávali řadu veřejných povinností. V roce 1897 se Marie stala po své matce patronkou Londýnského cechu ručních prací. Cech, původně založený v roce 1882 jako The London Guild, byl několikrát přejmenován a v letech 1914-2010 nesl Mariino jméno.
22. ledna 1901 zemřela královna Viktorie a na trůn nastoupil Mariin tchán Eduard VII. Po zbytek roku byli Jiří a Marie známí jako „vévoda a vévodkyně z Cornwallu a Yorku“. Osm měsíců cestovali po britském impériu a navštívili Gibraltar, Maltu, Egypt, Cejlon, Singapur, Austrálii, Nový Zéland, Mauricius, Jižní Afriku a Kanadu. Žádná královská rodina předtím nepodnikla tak ambiciózní cestu. Při pomyšlení, že by měla na tak dlouhou dobu opustit své děti, které měly být svěřeny do péče prarodičů, se Marie rozplakala.

## Princezna z Walesu

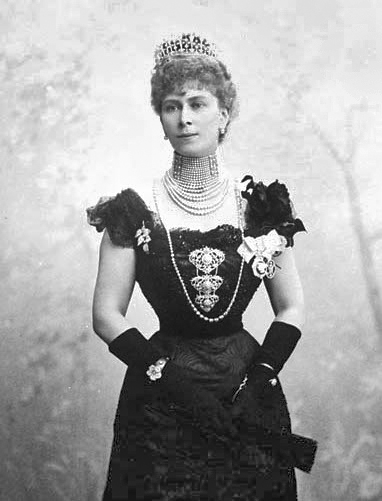
Viktorie Marie, princezna z Walesu, 1901

9. listopadu 1901, devět dní po příjezdu zpět do Británie a v den králových 60. narozenin, byl Jiří jmenován princem z Walesu. Rodina přestěhovala své londýnské sídlo ze St James's Palace do Marlborough House. Jako princezna z Walesu doprovázela Marie svého manžela na cestách do Rakouska-Uherska a Württemberska v roce 1904. V následujícím roce porodila své poslední dítě, Jana. Byl to těžký porod, a přestože se rychle zotavila, její novorozený syn měl potíže s dýcháním.
Od října 1905 podnikli princ a princezna z Walesu další osmiměsíční cestu, tentokrát po Indii, a děti byly opět svěřeny do péče prarodičů. Navštívili Egypt a na zpáteční cestě se zastavili v Řecku. Téměř okamžitě po této cestě následovala cesta do Španělska na svatbu krále Alfonse XIII. s Viktorií Evženií z Battenbergu, na níž se ženich a nevěsta jen o vlásek vyhnuli atentátu. Jen týden po návratu do Británie se Marie a Jiří vydali do Norska na korunovaci Jiřího švagra a sestry, krále Haakona VII. a královny Maud.

## Královna a císařovna
6. května 1910 Eduard VII. zemřel. Na trůn nastoupil Mariin manžel a ona se stala královnou manželkou. Když ji její manžel požádal, aby se vzdala jednoho ze svých dvou oficiálních jmen, Viktorie Marie, rozhodla se pro oslovení Marie, protože nechtěla být známá stejným stylem jako manželova babička, královna Viktorie. Byla první britskou královnou manželkou narozenou ve Velké Británii od doby, kdy v červenci 1543 převzala tento titul Kateřina Parrová. Marie byla korunována po boku svého manžela při korunovaci 22. června 1911 ve Westminsterském opatství. Později v tomto roce král a královna odcestovali do Indie na Dillí Durbar, který se konal 12. prosince 1911, a projeli subkontinent jako císař a císařovna Indie a v únoru se vrátili do Británie.

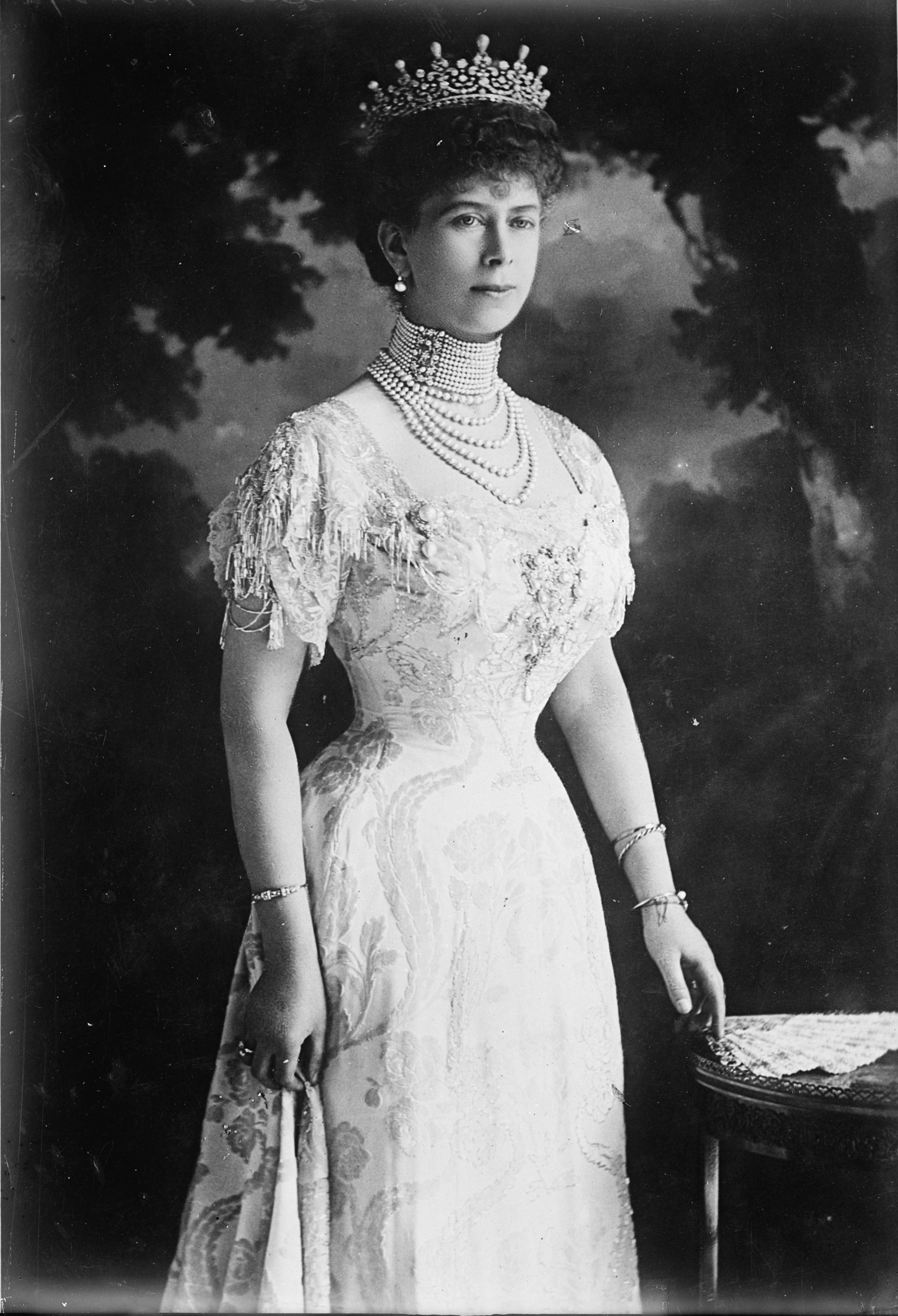
Královna Marie, 1914

Krátce poté, co se Marie stala královno, se dostala do konfliktu se svou tchyní, královnou Alexandrou. Ačkoli obě měly přátelské vztahy, Alexandra dokázala být tvrdohlavá; na pohřbu Eduarda VII. požadovala přednost před Marií, zdlouhavě opouštěla Buckinghamský palác a ponechala si některé královské klenoty, které měly být předány nové královně.
Během první světové války zavedla královna Marie v paláci úsporná opatření, omezila potraviny na příděly a navštěvovala zraněné a umírající vojáky v nemocnici, což jí způsobilo velké citové vypětí. Po třech letech války proti Německu, kdy v Británii vyeskaloval protiněmecký postoj, byl ruské carské rodině, která byla sesazena revoluční vládou, odmítnut azyl. Zpráva o carově abdikaci byla povzbuzením pro ty, kteří si v Británii přáli nahradit vlastní monarchii republikou. Válka skončila v roce 1918 porážkou Německa a abdikací a vyhnáním císaře.
Dva měsíce po skončení války princ Jan ve věku třinácti let zemřel. Královna Marie popsala svůj šok a zármutek ve svém deníku a dopisech, jejichž výňatky byly zveřejněny po její smrti: „náš ubohý miláček Jeníček náhle zemřel... První zlom v rodinném kruhu se těžko snáší, ale lidé byli tak laskaví & soucitní & to nám [mně a králi] velmi pomohlo."
Královna svého manžela vytrvale podporovala i v pozdější polovině jeho vlády. Radila mu při jeho projevech a využívala svých rozsáhlých znalostí historie a královské rodiny k tomu, aby mu radila v záležitostech týkajících se jeho postavení. Oceňoval její diskrétnost, inteligenci a úsudek. Během všech svých veřejných angažmá v poválečných letech, v období poznamenaném občanskými nepokoji kvůli sociálním poměrům, irské nezávislosti a indickému nacionalismu, si zachovávala sebevědomý klid.
Koncem dvacátých let Jiří stále častěji trpěl plicními problémy, které se zhoršovaly jeho silným kouřením. Marie věnovala jeho péči mimořádnou pozornost. Během jeho nemoci v roce 1928 byl jeden z jeho lékařů, sir Farquhar Buzzard, dotázán, kdo králi zachránil život. Odpověděl: „Královna.“ V roce 1935 oslavili Jiří a Marie stříbrné jubileum, oslavy se konaly po celém britském impériu. Ve svém jubilejním projevu Jiří veřejně vzdal hold své ženě, když řekl autorovi svého projevu: „Tenhle odstavec dejte úplně na konec. Nemohu si věřit, že bych mohl mluvit o královně, když pomyslím na to, co všechno jí dlužím."

## Královna matka

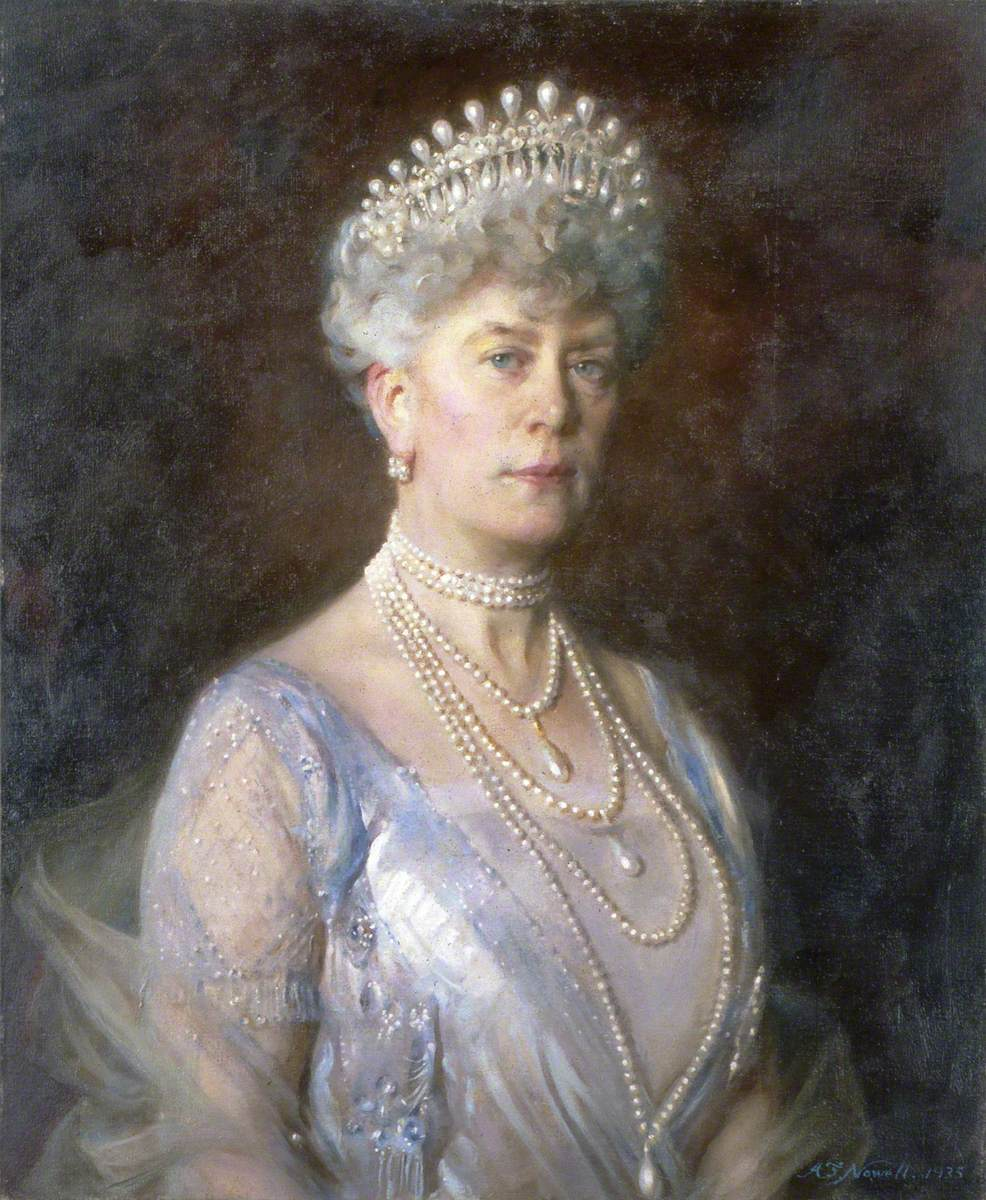
Marie na portrétu od Arthura Trevethina Nowella, 1935

Jiří V. zemřel 20. ledna 1936 poté, co mu jeho lékař, lord Dawson z Pennu, podal injekci morfia a kokainu, což mohlo urychlit jeho smrt. Nejstarší syn královny Marie nastoupil na trůn jako Eduard VIII. Poté začala být známá jako Její Veličenstvo královna Marie.
Během roku se Eduard hodlal oženit se svou dvakrát rozvedenou americkou milenkou Wallis Simpsonovou, což vedlo k jeho abdikaci. Marie rozvod neschvalovala, protože byl v rozporu s učením anglikánské církve, a Simpsonovou považovala za zcela nevhodnou manželku krále. Po obdržení rady od britského premiéra Stanleyho Baldwina i od vlád dominií, že nemůže zůstat králem a zároveň se oženit se Simpsonovou, Eduard abdikoval.
Ačkoli byla svému synovi loajální a podporovala ho, Marie nedokázala pochopit, proč Eduard zanedbává své královské povinnosti ve prospěch svých osobních pocitů. Simpsonová byla u dvora oficiálně představena králi Jiřímu V. i královně Marii, ale Marie se s ní později odmítla setkat jak na veřejnosti, tak v soukromí. Považovala za svou povinnost poskytnout morální podporu svému druhému synovi, uzavřenějšímu princi Albertovi, vévodovi z Yorku. Albert nastoupil na trůn po Eduardově abdikaci a přijal jméno Jiří VI. Když se Marie zúčastnila korunovace Jiřího VI., stala se první britskou královnou vdovou, která tak učinila. Eduardova abdikace její lásku k němu neoslabila, ale nikdy neustoupila od svého nesouhlasu s jeho činy.
Po skončení vlády se Marie vrátila do své hlavní londýnské rezidence Marlborough House, kde žila, když byla princezna z Walesu. Marie se zajímala o výchovu svých vnuček Alžběty a Markéty. Brala je na různé výlety po Londýně, do galerií a muzeí. V květnu 1939 měla Marie autonehodu: její auto se převrátilo, ale vyvázla z ní s lehkými zraněními a pohmožděninami.

Během druhé světové války si Jiří VI. přál, aby byla jeho matka evakuována z Londýna. Přestože se zdráhala, rozhodla se žít v Badminton House v Gloucestershire u své neteře Marie, vévodkyně z Beaufortu, dcery svého bratra Adolfa. Její osobní věci byly z Londýna převezeny v sedmdesáti zavazadlech. Její domácnost, kterou tvořilo pětapadesát sluhů, zabírala většinu domu, s výjimkou soukromých apartmánů vévody a vévodkyně, až do konce války. Jediní, kdo si na toto uspořádání stěžovali, bylo královské služebnictvo, kterému se dům zdál příliš malý.

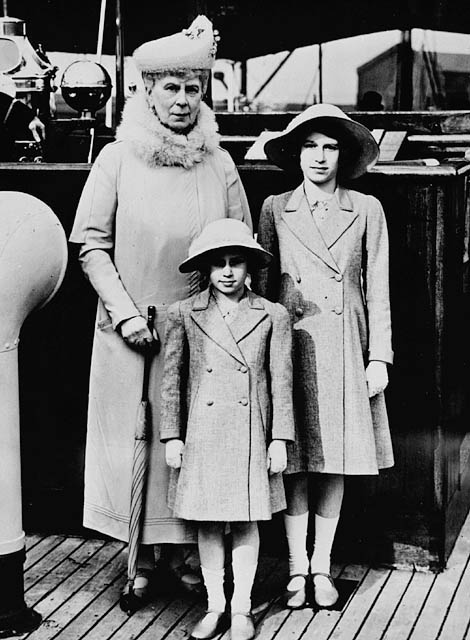
Marie z Tecku se svými vnučkami – Alžbětou a Margaret, 1938

Z Badmintonu navštívila královna Marie v rámci podpory válečného úsilí vojáky a továrny a řídila sběr šrotu. Byla známá tím, že nabízela svezení vojákům, které spatřila na silnicích. V roce 1942 zahynul její syn Jiří, vévoda z Kentu, při leteckém neštěstí během jeho vojenské služby. Marie se nakonec vrátila do Marlborough House v červnu 1945, poté co válka v Evropě skončila porážkou nacistického Německa.
Marie byla horlivou sběratelkou předmětů a obrazů, které měly spojitost s královskou rodinou. Při nákupu šperků z pozůstalosti ruské carevny-vdovy Marie zaplatila více, než byl tržní odhad, a při koupi rodinných smaragdů z Cambridge od lady Kilmoreyové, milenky svého zesnulého bratra prince Františka, zaplatila téměř trojnásobek odhadu. Po Františkově smrti se Marie zasadila o to, aby jeho závěť byla soudně zapečetěna a zakryla tak jeho poměr s Kilmoreyovou. Tím byl vytvořen precedens pro zapečetění královských závětí. V roce 1924 vytvořil slavný architekt sir Edwin Lutyens Dům pro panenky královny Marie pro její sbírku miniatur. Někdy byla kritizována za své aktivní úsilí o získávání uměleckých předmětů do Královské sbírky. Při několika příležitostech projevila hostitelům či jiným osobám obdiv k předmětům, které vlastnili, v naději, že je budou ochotni darovat
Mariiny rozsáhlé znalosti a výzkumná práce pro Královské sbírku pomohly při identifikaci artefaktů a uměleckých děl, které se v průběhu let ztratily. Královská rodina zapůjčila mnoho předmětů předchozím generacím. Jakmile ve starých inventářích identifikovala nevrácené předměty, psala jejich držitelům a žádala je o navrácení. Kromě toho, že byla Marie vášnivou sběratelkou, objednávala také mnoho šperků, včetně prstenů, které věnovala svým dvorním dámám při příležitosti jejich zasnoubení.

## Pozdější léta života a smrt
V roce 1952 zemřel Jiří VI., třetí z Mariiných dětí, které zemřely dříve než ona; její nejstarší vnučka, princezna Alžběta, nastoupila na trůn jako královna Alžběta II. Smrt třetího dítěte ji hluboce zasáhla. Marie se svěřila princezně Marii Luise: „Smrtí jsem přišla o tři syny, ale nikdy jsem neměla tu čest být u posledního rozloučení s nimi."
Po nástupu Alžběty II. se vedly spory o to, ke které dynastii budou patřit potomci Alžběty a jejího manžela Philipa. Marie sdělila premiérovi Winstonu Churchillovi svou nelibost k myšlence, že by rod Mountbattenů měl být nástupcem rodu Windsorů jako královské dynastie.
Marie zemřela 24. března 1953 ve spánku ve věku 85 let, deset týdnů před korunovací své vnučky. Trvala na tom, že pokud zemře, korunovace nebude odložena. Její ostatky byly uloženy ve Westminster Hall, kde se kolem její rakve sešlo velké množství truchlících. Je pohřbena vedle svého manžela v lodi kaple svatého Jiří na hradě Windsor.

## Potomci
Marie porodila šest dětí. Dva z jejích synů se stali anglickými králi: Eduard VIII. (v roce 1936, kdy nastoupil na trůn i abdikoval kvůli manželství s Wallis Simpsonovou) a Jiří VI. (nastoupil na trůn po abdikaci svého bratra, vládl v letech 1936–1952). Jejím synem byl rovněž „zapomínaný princ“ – Jan (1905–1919), který byl izolován od společnosti, když se ukázalo, že trpí epilepsií; zemřel ve věku 13 let.
- Eduard VIII. (23. června 1894 – 28. května 1972), král Velké Británie a Severního Irska, císař indický; po své abdikaci vévoda z Windsoru ∞ Wallis Simpson
- Albert (14. prosince 1895 – 6. února 1952), vévoda z Yorku, jako Jiří VI. král Velké Británie, Severního Irska a císař Indický, ∞ lady Elizabeth Bowes-Lyon
- Marie, hraběnka z Harewoodu, Princess Royal (25. dubna 1897 – 28. března 1965) ∞ hrabě Henry Lascelles, Earl of Harewood
- Henry, vévoda z Gloucesteru (31. března 1900 – 10. června 1974) ∞ lady Alice Montagu-Douglas-Scott,
- Jiří, 1. vévoda z Kentu (20. prosince 1902 – 15. srpna 1942) ∞ princezna Marina Řecká a Dánská
- Jan (12. června 1905 – 18. února 1919), trpěl epilepsií a žil v ústraní

## Zajímavosti
- Královna Marie sbírala porcelán, keramiku a jiné umělecké předměty, mj. přivezené z cest do Indie. V době 1. světové války musela část sbírek prodat, ale po skončení války je získala zpět;
- Marie byla první ženou monarchy z dynastie Windsorů. Její manžel Jiří V. byl nucen v době 1. světové války v důsledku přirozených antiněmeckých nálad v zemi změnit původní jméno rodu Saxe-Coburg-Gotha, nový název byl zvolen podle sídelního hradu Windsor;
- původně se Marie měla provdat za Alberta Viktora, nejstaršího vnuka královny Viktorie, ten ale zemřel před svatbou, Marie se poté provdala za jeho bratra Jiřího;
- přežila tři ze svých pěti synů a dožila se tak nástupu své vnučky Alžběty na trůn (ne už korunovace, která proběhla několik týdnů po její smrti);
- Marie byla matkou jediného anglického a britského krále v historii, který dobrovolně abdikoval (Eduard VIII.);
- byla po ní pojmenována Země královny Marie v Antarktidě.

## Tituly a vyznamenání
- 26. května 1867 – 6. července 1893: Její Jasnost princezna Viktorie Marie z Tecku
- 6. července 1893 – 22. ledna 1901: Její Královská Výsost vévodkyně z Yorku
- 22. ledna 1901 – 9. listopadu 1901: Její Královská Výsost vévodkyně z Cornwallu a Yorku
- 9. listopadu 1901 – 6. května 1910: Její Královská Výsost princezna z Walesu
- 6. května 1910 – 20. ledna 1936: Její Veličenstvo královna
- 20. ledna 1936 – 24. března 1953: Její Veličenstvo královna Marie

## Vývod z předků
|               |                                |  |                             |                                              |  |  |  |  |  |  |  | Fridrich II. Evžen Württemberský |
|               |                                |  |                             |                                              |  |  |  |  |  |  |  |                                  |
|               | Ludvík Württemberský           |  |                             |                                              |  |  |  |  |  |  |  |                                  |
|               |                                |  |                             |                                              |  |  |  |  |  |  |  |                                  |
|               |                                |  |                             | Bedřiška Braniborsko-Schwedtská              |  |  |  |  |  |  |  |                                  |
|               |                                |  |                             |                                              |  |  |  |  |  |  |  |                                  |
|               | Alexandr Württemberský         |  |                             |                                              |  |  |  |  |  |  |  |                                  |
|               |                                |  |                             |                                              |  |  |  |  |  |  |  |                                  |
|               |                                |  |                             | Karel Kristián Nasavsko-Weilburský           |  |  |  |  |  |  |  |                                  |
|               |                                |  |                             |                                              |  |  |  |  |  |  |  |                                  |
|               | Henrietta Nasavsko-Weilburská  |  |                             |                                              |  |  |  |  |  |  |  |                                  |
|               |                                |  |                             |                                              |  |  |  |  |  |  |  |                                  |
|               |                                |  |                             | Karolína Oranžsko-Nasavská                   |  |  |  |  |  |  |  |                                  |
|               |                                |  |                             |                                              |  |  |  |  |  |  |  |                                  |
|               | František z Tecku              |  |                             |                                              |  |  |  |  |  |  |  |                                  |
|               |                                |  |                             |                                              |  |  |  |  |  |  |  |                                  |
|               |                                |  |                             | Mihály Rhédy de Kis-Rhéde                    |  |  |  |  |  |  |  |                                  |
|               |                                |  |                             |                                              |  |  |  |  |  |  |  |                                  |
|               | László Rhédey von Kis-Rhéde    |  |                             |                                              |  |  |  |  |  |  |  |                                  |
|               |                                |  |                             |                                              |  |  |  |  |  |  |  |                                  |
|               |                                |  |                             | Terézia Bánffy de Losoncz                    |  |  |  |  |  |  |  |                                  |
|               |                                |  |                             |                                              |  |  |  |  |  |  |  |                                  |
|               | Claudine Rhédey von Kis-Rhéde  |  |                             |                                              |  |  |  |  |  |  |  |                                  |
|               |                                |  |                             |                                              |  |  |  |  |  |  |  |                                  |
|               |                                |  |                             | Gergely Inczédy de Nagy-Várad                |  |  |  |  |  |  |  |                                  |
|               |                                |  |                             |                                              |  |  |  |  |  |  |  |                                  |
|               | Agnes Inczédy von Nagy-Várad   |  |                             |                                              |  |  |  |  |  |  |  |                                  |
|               |                                |  |                             |                                              |  |  |  |  |  |  |  |                                  |
|               |                                |  |                             | Karoline Barcsay de Nagy-Barcsa              |  |  |  |  |  |  |  |                                  |
|               |                                |  |                             |                                              |  |  |  |  |  |  |  |                                  |
| Marie z Tecku |                                |  |                             |                                              |  |  |  |  |  |  |  |                                  |
|               |                                |  |                             |                                              |  |  |  |  |  |  |  |                                  |
|               |                                |  | Frederik Ludvík Hannoverský |                                              |  |  |  |  |  |  |  |                                  |
|               |                                |  |                             |                                              |  |  |  |  |  |  |  |                                  |
|               | Jiří III.                      |  |                             |                                              |  |  |  |  |  |  |  |                                  |
|               |                                |  |                             |                                              |  |  |  |  |  |  |  |                                  |
|               |                                |  |                             | Augusta Sasko-Gothajská                      |  |  |  |  |  |  |  |                                  |
|               |                                |  |                             |                                              |  |  |  |  |  |  |  |                                  |
|               | Adolf z Cambridge              |  |                             |                                              |  |  |  |  |  |  |  |                                  |
|               |                                |  |                             |                                              |  |  |  |  |  |  |  |                                  |
|               |                                |  |                             | Karel Ludvík Fridrich Meklenbursko-Střelický |  |  |  |  |  |  |  |                                  |
|               |                                |  |                             |                                              |  |  |  |  |  |  |  |                                  |
|               | Šarlota Meklenbursko-Střelická |  |                             |                                              |  |  |  |  |  |  |  |                                  |
|               |                                |  |                             |                                              |  |  |  |  |  |  |  |                                  |
|               |                                |  |                             | Alžběta Sasko-Hildburghausenská              |  |  |  |  |  |  |  |                                  |
|               |                                |  |                             |                                              |  |  |  |  |  |  |  |                                  |
|               | Marie Adelaida z Cambridge     |  |                             |                                              |  |  |  |  |  |  |  |                                  |
|               |                                |  |                             |                                              |  |  |  |  |  |  |  |                                  |
|               |                                |  |                             | Fridrich II. Hesensko-Kasselský              |  |  |  |  |  |  |  |                                  |
|               |                                |  |                             |                                              |  |  |  |  |  |  |  |                                  |
|               | Fridrich Hesensko-Kasselský    |  |                             |                                              |  |  |  |  |  |  |  |                                  |
|               |                                |  |                             |                                              |  |  |  |  |  |  |  |                                  |
|               |                                |  |                             | Marie Hannoverská                            |  |  |  |  |  |  |  |                                  |
|               |                                |  |                             |                                              |  |  |  |  |  |  |  |                                  |
|               | Augusta Hesensko-Kaselská      |  |                             |                                              |  |  |  |  |  |  |  |                                  |
|               |                                |  |                             |                                              |  |  |  |  |  |  |  |                                  |
|               |                                |  |                             | Karel Vilém Nasavsko-Usingenský              |  |  |  |  |  |  |  |                                  |
|               |                                |  |                             |                                              |  |  |  |  |  |  |  |                                  |
|               | Karolina Nasavsko-Usingenská   |  |                             |                                              |  |  |  |  |  |  |  |                                  |
|               |                                |  |                             |                                              |  |  |  |  |  |  |  |                                  |
|               |                                |  |                             | Karolina Felizitas Leiningensko-Dagsburská   |  |  |  |  |  |  |  |                                  |
|               |                                |  |                             |                                              |  |  |  |  |  |  |  |                                  |